# スタッフが美味しくいただきました

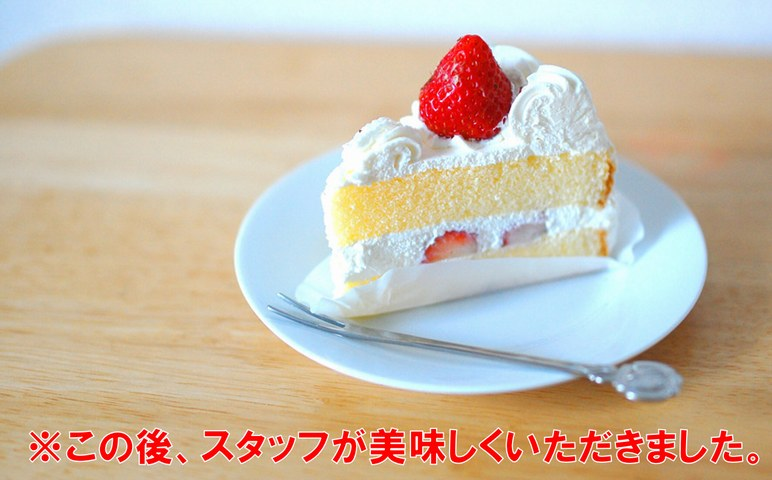
「スタッフが美味しくいただきました」の注釈表示のイメージ

- スタッフが美味しくいただきました[1][2][3][4][5][6]
- スタッフがおいしくいただきました[7][8][9][10][11][12]
- スタッフが美味しく頂きました[2][13][14]
- スタッフがおいしく頂きました[15]

スタッフが美味しくいただきました（スタッフがおいしくいただきました）は、日本のテレビ番組の企画等で、料理や食材が登場した際に、画面上に表示される注釈（テロップ）。それら料理や食材を無駄に捨てずに食べたことを示すものだが、その信憑性には疑問を挙げる声もある。また、この注釈の表示がかえってテレビ番組の質を下げているとの意見もある（後述）。

## 初出
テレビのバラエティ番組などで食材を粗雑に取り扱った際、それを不道徳とする視聴者からの苦情に備え、その自衛策としてテレビ局側が用いることになったと考えられている。いつ頃からこの注釈が使われ始めたかは明確ではないが、テレビプロデューサーの菅賢治によれば、『ダウンタウンのガキの使いやあらへんで!』（日本テレビ）で、小玉スイカを用いた芸を放映したところ、「食べ物を粗末にするな」と視聴者の声が届き、それを受けて翌年にこの注釈を表示したという。

## 信憑性
この注釈の言葉通りに番組中に登場する料理や食材を実際にスタッフが食べているかどうかについては、諸説がある。

### 「食べている」とする説

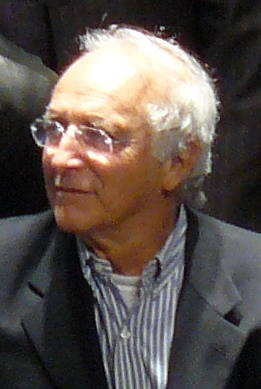
映画監督ルッジェロ・デオダート。彼の作品『食人族』は作中で複数の動物が殺されるなどのシーンがあるため批判を受けたが、製作者側が殺した後に出演者らで食べたと発言している

2014年（平成26年）のAOLニュースによれば、情報番組などの制作会社スタッフからは「リポーターが全部食べるのは無理なので全部食べないようにと指示しているものの、店への配慮や礼儀の意味で、残りの料理はスタッフが全部食べる」という証言が得られている。
ニュースサイト「ネタりか」では、2017年（平成29年）のグルメトーク番組『テレ東のさしめし 〜芸能人と「さしめし」しませんか?〜』（テレビ東京）の取材において、番組内の料理をスタッフたちが実際に食べている様子を紹介し、これをもってこの注釈を真実と結論づけている。また同年のグルメ漫画家のラズウェル細木らによる書籍『めしざんまい ふるさとの味』でも、料理番組のリポーターを務めるタレントの宮脇理恵子が、この注釈を「本当」と主張しており、「少なくとも自分の出演している番組については、本当に全部食べる」と語っている。
2018年（平成30年）1月には、元ビーチバレー選手のタレントである浅尾美和が自身のブログで、『土曜の夜は!おとななテレビ』（TVQ九州放送）の収録時の、スタッフが料理を食べる写真を紹介すると共に「これはロケの時の写真です 出してもらったお料理はスタッフの皆さんで美味しくいただきます」と投稿し、ニュースサイトにおいて、「舞台裏での『スタッフが美味しくいただきました』が真実である」として報じられた。
静岡放送でも「『スタッフが美味しくいただきました』の裏側公開!」と題して、食べ物を扱った番組の撮影の後に、スタッフたちが感謝の意味でその食べ物を実際に食べる様子が、2024年（令和6年）に公開され、公式YouTubeチャンネルでも食べている様子の動画が公開された。同局のテレビ局員は「撮影させていただいたものは基本完食」「たまに持ち帰らせてもらうこともありますが、決して無駄にはしないよう意識しています」と語っている。
テレビ業界のスタッフによって製作されているウェブサイト「ぺんくり」では、テレビ番組の食レポで実際に食べているのはほとんど数口で、大部分はスタッフで食べており、食べきれない部分は持ち帰って会社のスタッフのまかないとして食べていると説明されている。
Twitter（現・X）でも、スタッフが実際に食べていたという証言もあり、「居酒屋での収録で、追加で注文までしていた」「冷めて伸びたラーメンを食べていた」「体重が増えた」などの証言も寄せられている。2025年に青森朝日放送（ABA）の『ハレのちあした』の撮影が青森県内の飲食店で行われた際にも、その飲食店代表者が公式Xで、「全撮影終了後、撮影用の料理をスタッフ全員で食べていた」と証言しており、「ABAについては本当に食べていた」としている。
CBCテレビのアシスタントディレクター（AD）チームによるYouTubeチャンネル「ADチャンネル」では、情報番組などの収録で食材が余ったとき、AD一同でそれを食べることを「激務の中の密かな楽しみ」と語られている。
テレビ番組ではないが、株式会社ガルテン代表の村上萌は、雑誌記事に料理の写真を掲載するにあたり、撮影後に「全部食べた」と発言している。またマガジンハウス社の雑誌「ターザン」において、2017年（平成29年）10月に食事によるダイエット法の特集が組まれ、多くの料理が掲載された際には、雑誌スタッフは「調理法の手直しや、原稿の表現を考えるために、必ず皆で食べる」といい、撮影前日の夕食を軽くし、当日も朝食を抜いて、かなりの量の料理を完食したと主張している。料理研究家のリュウジも、YouTubeチャンネルでの料理レビューの企画へ「食べきれない量のハンバーガーをかじり散らかして残す人」との批判を受けたことで、自身のXで「レビュー終わったらスタッフみんなで食べてます」と、その疑惑を否定した上で、「※この後スタッフが美味しくいただきました」と投稿した。

### 「食べていない」とする説
松本人志は2014年（平成26年）に『ワイドナショー』（フジテレビ）で、この注釈の真偽を社会学者の古市憲寿から問われ、「正直に言うと、スタッフが食べてるところを見た事はございません。でも、僕が見た事がないだけで、食べてるかもしれません」と返答した。
スタッフが食べていることを完全に否定する意見として、ビートたけしが著書『バカ論』において、床にケーキが撒かれている場面を指して「嘘つけ。床にぶちまけられたケーキを美味しく食べる奴がどこにいるんだ」と述べている。評論家の古谷経衡も、スタジオで披露された料理はスタッフが処理することはなく、そのままゴミ袋へ捨てられていると述べている。
2011年（平成23年）10月の『ネオバラエティ 新3番組 ちょい見せSP』（テレビ朝日）では、マツコ・デラックスが「絶対に食べていない」と発言し、スタッフが「食べている」と否定した。2013年（平成25年）10月には『きらきらアフロTM』（テレビ東京）でも横山裕が、パイ投げの後の「美味しく頂きました」は絶対に嘘だと話している。クリエイティブディレクターの明円卓も、「スタッフは美味しくいただいてなんかいないだろう」と語っている。
撮影で使われる料理は、長時間放置したりする関係上、衛生的に問題の生じる場合がほとんどのため、実際に誰も食べないとしても無理はない、との意見もある。そうした衛生的な観点、および健康面を考慮した上で、先述の「実際に食べていた」というスタッフからの証言に対しても、「全部を食べられるわけがない」とする指摘もある。

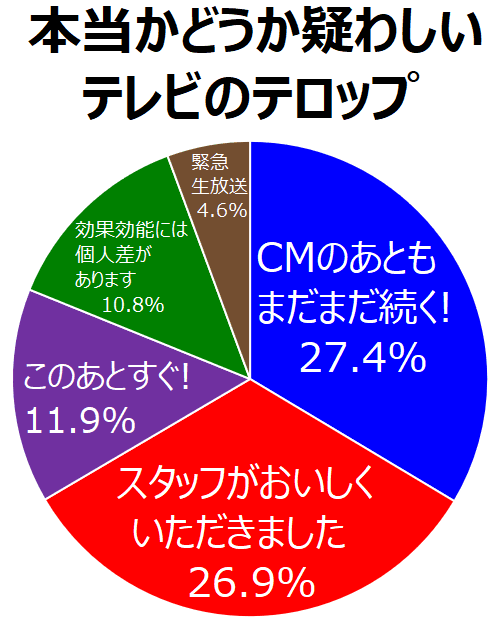
「マイナビウーマン」による「本当かどうか疑わしいテレビのテロップ」の調査結果（2013年）

マイナビによる女性総合サイト「マイナビウーマン」で、2013年に「本当かどうか疑わしいテレビのテロップ」として、男性282名、女性474名に対して実施された調査では、「スタッフがおいしくいただきました」が2位に記録された。回答者からは「スタッフだけでは食べきれない量のときがあるから」「人が口にしたものや実験に使ったものなど、自分の口に入るために用意したわけじゃないのに食べる人いるの?」などの意見が寄せられた。

## 注釈表示への批評

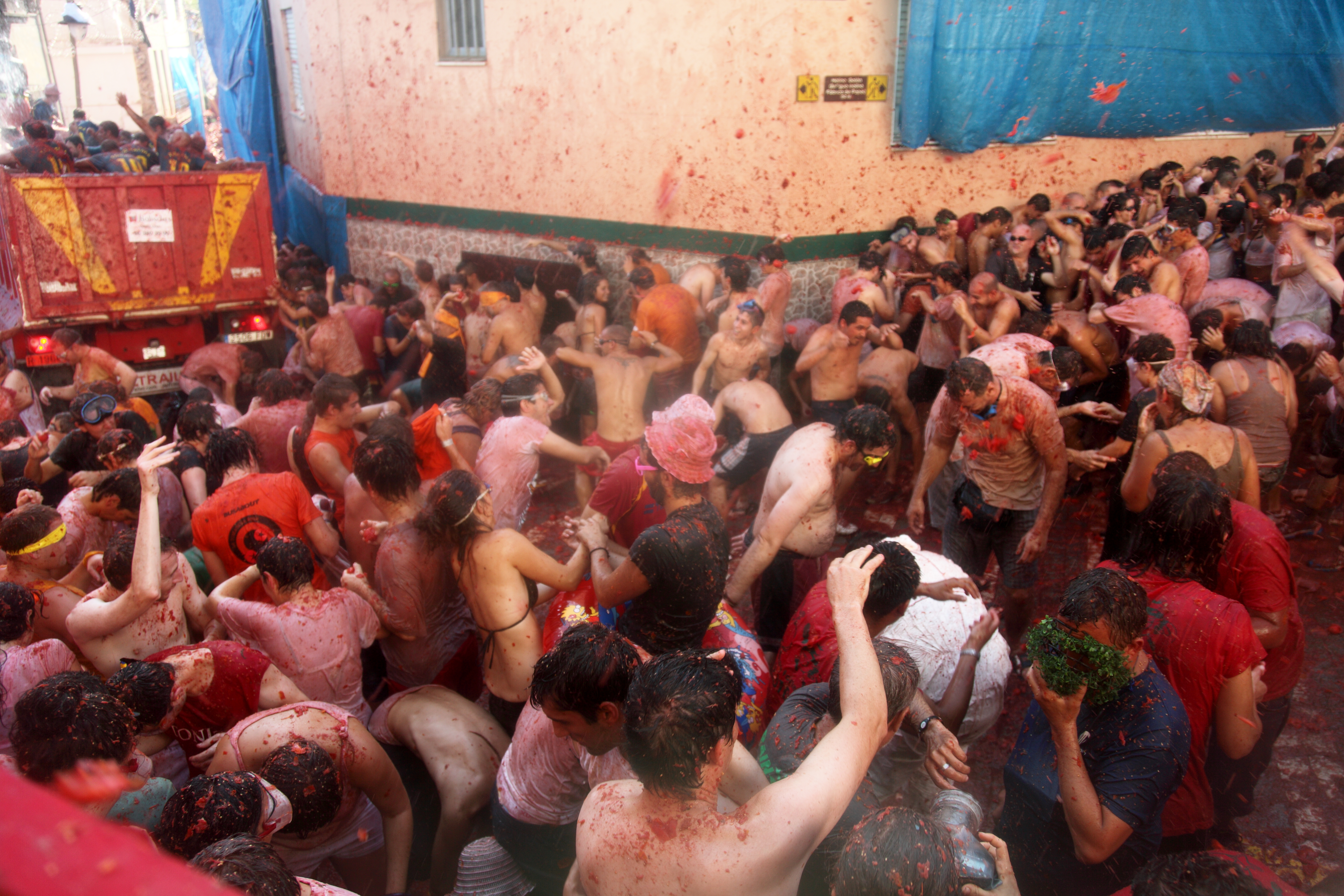
2010年開催のトマティーナ